# Preobrażenka (rejon dnieprzański)
Preobrażenka (ukr. Преображенка) – wieś na Ukrainie, w obwodzie dniepropetrowskim, w rejonie dnieprzańskim, w hromadzie Caryczanka. W 2001 liczyła 1066 mieszkańców.